# Copa Tower 1908/09
Die Copa Tower 1908/09 war die zweite Austragung des mexikanischen Fußball-Pokalwettbewerbs, der 1932 in Copa México umbenannt wurde. Teilnehmer waren die drei Mannschaften, die in derselben Spielzeit auch die mexikanische Fußballmeisterschaft ausgetragen haben. Das Turnier wurde von der Mannschaft des Reforma Athletic Club gewonnen, die einen Monat zuvor auch die Meisterschaft gewonnen hatte.

## Modus
Das Pokalturnier wurde im Anschluss an die Meisterschaft im K.o.-Verfahren ausgetragen. Es begann mit der am 17. Januar 1909 ausgetragenen Begegnung zwischen dem Reforma AC und dem British Club und endete mit dem am 31. Januar 1909 ausgetragenen Pokalfinale zwischen dem neuen Pokalsieger Reforma AC und dem Titelverteidiger Pachuca AC.

## Die Spiele

### Halbfinale
|            | Ergebnis |              |
| ---------- | -------- | ------------ |
| Reforma AC | 3:2      | British Club |

### Finale
Das Finale wurde auf einem Sportplatz des Reforma Athletic Club ausgetragen.
|            | Ergebnis |            |
| ---------- | -------- | ---------- |
| Reforma AC | 2:1      | Pachuca AC |